# Носс
Носс (англ. Noss) — остров в архипелаге Шетландских островов, расположенных на севере Шотландии.

## География

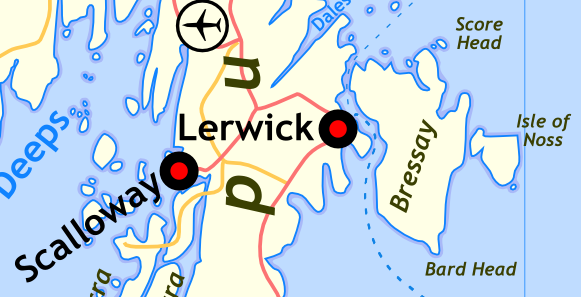
Карта острова Носс

Находится в юго-восточной части архипелага. Отделён от острова Брессей узким проливом Носс-Саунд.
Площадь составляет 3,43 км². Наивысшая точка острова — гора Носс-Хед, 181 метр над уровнем моря.

## История
С 1939 года на острове отсутствует постоянное население; по данным на 1851 год население составляло 20 человек. С 1955 года является национальным парком; ранее территория острова использовалась как пастбище для овец.

## Охрана природы
На острове организован заказник «Носс», покрывающий всю площадь острова. Под охраной находятся:
- Глупыш (Fulmarus glacialis).
- Большой поморник (Catharacta skua) — 410 пар, 3,0 % мировой популяции.
- Обыкновенная моевка (Rissa tridactyla).
- Северная олуша (Morus bassanus) — 7310 пар, 2,8 % популяции Северной Атлантики.
- Тонкоклювая кайра (Uria aalge) — 30 619 пар, 1,4 % популяции Восточной Атлантики.
- Тупик (Fratercula arctica).